# Internetowa encyklopedia PWN
Internetowa encyklopedia PWN é uma enciclopédia online livre publicada pela Polish Scientific Publishers PWN. Contém cerca de 80 mil termos e 5 mil ilustrações.